# Nero
 Ikke at forveksle med Nehru.
 Denne artikel omhandler en romersk kejser. For andre betydninger af Nero, se Nero (flertydig). (Se også artikler, som begynder med Nero)
Lucius Domitius Ahenobarbus (15. december 37 – 9. juni 68) var en romersk kejser 54 – 68 og den sidste af det julisk-claudiske dynasti. Han var kendt som Nero og én af Roms mest berygtede herskere.

## Tidlige liv
Nero var søn af kejser Caligulas søster Agrippina den Yngre og den romerske adelsmand Cnaeus Domitius Ahenobarbus. Efter moderens ægteskab med kejser Claudius blev han adopteret af denne, og gift med Claudius' datter Octavia (fra Claudius' ægteskab med Messalina). Nero blev (uvist af hvilken grund) favoriseret på bekostning af Claudius' egen søn Britannicus, og fik en omhyggelig opdragelse med filosoffen Seneca som lærer. Efter Claudius' død udnævntes den 16-årige Nero straks til ny kejser, og han sikrede sig prætorianergardens loyalitet ved at skænke hver enkelt den rundelige sum af 15.000 sestertser. I sin tale til senatet - forfattet af Seneca - gjorde han også et heldigt indtryk ved sit løfte om at holde sig til Augustus' model for styresæt, at afskaffe de hemmelige domstole og den korruption, der fulgte de frigivne og hoffets favoritter. Da stedfaren Claudius efter sin død var guddommeliggjort, kunne Nero kalde sig divi filius - gudesøn.

## Under formynderskab
Pga. sin unge alder stod Nero de første år under formynderskab af Seneca og gardechefen, Burrus. Agrippina tænkte sig at få magt ved at påvirke sin søn. Hun myrdede eller drev til selvmord Neros faster Domitia Lepida den yngre, og Augustus' oldebarn, prokonsulen Iunius Silanus, samt Claudius' sekretær Narcissus. Burrus og Seneca så sig nødt til at bremse hende, og sammen med Nero greb de først ind overfor hendes yndling Pallas, der mistede både sit embede og sin formue. Senere sørgede Nero også for at få ham forgiftet. Også Britannicus blev forgiftet, efter at Agrippina havde søgt at alliere sig med ham. Agrippina søgte så en alliance med sin svigerdatter Octavia, som Nero forsømte til fordel for en frigiven, Acte. Nu var Nero så træt af sin mors intriger, at han, opmuntret af sin nye elskerinde Poppæa, forviste hende fra paladset.

## Drabet på Agrippina
Suetonius hævder, at Nero forsøgte at forgifte sin mor tre gange, men opgav, da han opdagede, at hun havde gjort sig immun ved at indtage modgifter. Andre hævder, at han slet ikke prøvede, da han mente, hun straks ville fatte mistanke. Et direkte overfald var heller ingen løsning, da Agrippina var datter af den afholdte general Germanicus. Ingen soldat ville ønske livet af hende. Hun virkede usårlig; men mange bar nag til hende. Den frigivne Anicetus, der havde tjent som Neros lærer, men nu var præfekt for den kejserlige flåde i Misenum, afskyede Agrippina af hele sit hjerte. Ifølge Tacitus foreslog Anicetus et planlagt skibsforlis, der ville fremstå som en tragisk ulykke. Dio Cassius mente derimod, at forliset var udtænkt af Nero og Seneca, ud fra sidstnævntes ønske om at styrte Nero. Vistnok blev de inspireret af at have set et skib, der var konstrueret til at falde fra hinanden under en teaterforestilling. Nero befandt sig på quinquatrus-festivalen for Minerva i Bajæ ved Napolibugten. Agrippina ankom som aftalt og deltog i en banket, hvor hendes søn satte hende i højsædet. Bagefter fulgte han hende til skibet, der skulle sejle hende hjem. Turen gik godt, til taget pludselig faldt sammen over Agrippinas lugar. Hverken hun eller hendes kammerjomfru Acerronia Polla kom dog til skade, da sengen de lå i, havde høje sider. Skibet skulle nu være faldet fra hinanden, men gjorde det ikke, mens mandskabet højlydt diskuterede, hvordan de nemmest skulle få skibet til at gå ned. I det kaos reddede Acerronia sin frue ved at udgive sig for at være Agrippina. Hun blev straks angrebet og slået ihjel, mens Agrippina sprang over bord og svømmede i sikkerhed. Nogle sømænd trak hende op og satte hende i land. Folk havde samlet sig ved hendes villa, men jublede, da de forstod, at hun var kommet godt fra ulykken. Men så ankom Anicetus med et bevæbnet følge uden at lægge skjul på sit ærinde. Idet han slog hende ned, og en centurion dræbte hende, skal hun have blottet maven og forlangt at blive stukket der: "Ram mig der, Anicetus, for dette bar Nero frem." Neros alibi var tilstedeværelse ved en banket, som den senere kejser Otho - elskerinden Poppæas bedragne ægtemand - belejligt arrangerede for ham.
Efter drabet viste Nero sig tiltagende brutal. Han fik henrettet Tiberius' barnebarn Rubellius Plautus, samt Claudius' svigersøn Cornelius Sulla. Efter at Burrus var død, udnævnte Nero to nye gardechefer: Faenius Rufus og Ofonius Tigellinus. Seneca, som havde tabt sin støttespiller Burrus og dermed prætorianergardens loyalitet, blev nødt til at trække sig tilbage. Poppæa overtalte Nero til at lade sig skille fra Octavia og i stedet gifte sig med hende. Octavia blev sendt i forvisning, men falske rygter om hendes tilbagekomst vakte sådan begejstring, at Nero prompte anklagede hende for utroskab med Anicetus. Hun blev henrettet; Anicetus forvist, efter belejligt at have hjulpet Nero af med både hans mor og hans kone.

## Kejserdømme
I 57 nedlagde Nero forbud mod de afsluttende drab i gladiatorlegene. Overensstemmende med græsk idræt skulle taberen komme levende fra det. I Grækenland deltog borgerne i sportslegene, og han besluttede, at det samme skulle gælde i Rom, med senatorer og riddere som idrætsudøvere. I 59 afholdt han ludi juvenalis ("ungdomslegene") i sin egen have, med augustiani ("augustianerne"), en gruppe unge aristokrater, som sine beundrende tilskuere. I 60 afholdt han "de neroniske lege", opkaldt efter sig selv, og dannet efter mønster af de olympiske lege. Selv optrådte han som sanger, harpespiller og vognfører.
Til befolkningen skænkede Nero ved to anledninger 400 sestertser pr person. I 58 støttede han et forgæves forsøg på at afskaffe indirekte skatter, ud fra tanken om, at bortfaldet ville føre til mere handel og derigennem en større indtægt fra direkte skatter. Han fik indført ordninger, der forenklede straffeforfølgelsen af guvernører, der udplyndrede provinserne, og opretholdelsen af landbrug i Kyrene. Han fik også fuldført Claudius' havneanlæg ved Ostia, der sikrede Roms tilførsel af madvarer. Som et tiltag mod Italiens affolkning fik han oprettet kolonier for hærens veteraner, såsom Capua, Nuceria, Puteoli, Tarentum, Antium og (efter jordskælvet i 63) Pompeji.
Roms brand var ikke Neros værk, men fik ham til at igangsætte en omfattende kristenforfølgelse. Af det nedbrændte område tog han beslag i en tredjedel af Roms areal til opførelsen af Domus Aurea, "det gyldne hus" (senere nedrevet til fordel for Colosseum, der fik navn efter den kolos af en statue, han rejste af sig selv, hvor Colosseum står i dag). Så sent som i 2018 opdagede man under udgravninger "Sfinxens sal" med intakte fresker i Domus Aurea.

## Sammensværgelser
Neros styre udviklede sig gradvis til et tyranni, hvor velhavere blev dødsdømt for påståede forbrydelser, og deres formuer beslaglagt. Senatets voksende modvilje mod Neros skyldtes også det tiltagende antal frigivne grækere og orientalere, han indsatte i rigets højeste poster, såsom astrologen Balbillus, præfekt i Egypten, og Felix, prokurator i Judæa og bror til Agrippinas yndling Pallas.
I 65 blev der afsløret en sammensværgelse, støttet af prætorianerchefen Faenius Rufus. Den blev kendt som Piso-konspirationen efter konsulen Gaius Calpurnius Piso, som regnes som lederskikkelsen. Efter afsløringen begik han selvmord, mens Nero i hast fik genindført den hemmelige domstol, han som ung havde afskaffet. 19 blev dømt til døden, deriblant prætorianerchefen Faenius; 13 blev sendt i eksil. Den genværende prætorianerchef, Tigellinus, blev sat til at opspore mulige konspiratører. Han gik løs på stoikerne, fordi de ønskede den romerske republik genoprettet og viste dette ved at fejre Brutus' og Gaius Cassius Longinus' fødselsdage.
Senator Barea Soranus tog sit liv efter at være dømt til døden. Hans datter Servilia blev anklaget for at have opsøgt troldmænd i forbindelse med sin fars skæbne, men i virkeligheden med hævntanker mod kejseren. En anden stoiker, Thrasea Paetus, havde rejst sig og forladt senatet i 59, da de andre gratulerede Nero med hans mors død; i 63 trak Thrasea sig helt fra det offentlige liv i protest mod Neros livsførelse. I 66 forsøgte hans fjender at knytte ham til sammensværgelsen. Thrasea havde skrevet en biografi om Cato den Yngre, der begik selvmord hellere end at underkaste sig Julius Cæsar; selv foretrak Thrasea selvmord fremfor at underkaste sig Nero. Sine sidste timer tilbragte han i samtale om sjælens udødelighed med sin datter Fannias ægtemand, Helvidius Priscus; den kyniske filosof Demetrius; og sin kone, Arria, som han overtalte til at leve videre.
En centurion kom hjem til Neros tidligere lærer Seneca og beordrede ham til at begå selvmord som angiveligt medskyldig i sammensværgelsen. Seneca fik sine pulsårer åbnet, og hans kone Pompeia Paulina gjorde det samme; men Nero påbød - mest for at redde ansigt - at hun skulle leve videre. Paulina blev så bandageret, men kom sig aldrig helt. Nero havde forbudt Senecas brorsøn Lucan at læse sine tekster op, enten det nu skyldtes jalousi eller Lucans sympati for republikken. Da Lucan blev beskyldt for at være med i Piso-sammensværgelsen, skal han have prøvet at redde sig selv ved at angive sin mor; men da breve blev forfalsket i hans navn for at implicere hans far, kan hans påstående angiveri af sin mor ligeså godt være fabrikeret af anklagerne. Lucan fik ligesom sin farbror Seneca åbnet pulsårerne, og forblødte mens han citerede sine linjer om en såret soldats død. Både hans mor og hans enke slap for forfølgelse.
I 66 blev endnu en sammensværgelse afsløret, anført af Lucius Annius Vinicianus i Beneventum, muligvis ud fra et ønske om at erstatte Nero med sin svigerfar, Claudius' general Corbulo. Det gav årsag til alvorlig bekymring, hvis oprørsviljen faktisk var ved at brede sig til hærens folk. Da Nero opholdt sig i Grækenland i 67, tilkaldte han derfor Corbulo og de to hærførere i Germanien, brødrene Scribonius Rufus og Scribonius Proculus, og gav dem ordre om at begå selvmord - hvad de også gjorde.

## En kunstnersjæl
Dog beskrev Neros efterfølger, Flavius Vespasianus, den første tredjedel af Neros regeringstid som den bedste i kejsertiden, skønt Vespasian selv var blevet bortvist af Nero, fordi han var faldet i søvn under en af Neros endeløse recitationer. Nero lod sig dyrke som gudekejser og krævede senatets underkastelse. Et særligt træk hos ham synes at være hans lyst til at optræde som kulturpersonlighed; han skrev lyrik, bl.a. et om Trojas fald, hvor de få bevarede fragmenter viser en vis grad af talent. Han spillede harpe med stor indlevelse, og med tanke på recitationer gjorde han meget ud af at forbedre sin ret hæse stemme (vox exigua et fusca) ved hjælp af diæt, renselser og at ligge med et bræt af bly over brystet, som derved skulle styrkes. Hans private fremførelser af digte og harpespil generede ingen; derimod chokerede det samtiden, da han ville optræde offentligt. Det kan have været hans mors modstand mod dette, der kostede hende livet. I senere år havde han forfatteren Petronius Arbiter, forfatter af Satyricon, til rådgiver. Petronius' beskrivelse af Trimalchio i Satyricon er måske hans indtryk af kejseren. Tigellinus fik i 66 Petronius arresteret i Cumae, anklaget for deltagelse i sammensværgelsen mod Nero. Petronius valgte at begå selvmord i forventnin om sin dom. Mens han forblødte, sørgede han for at få knust sine dyrebare vaser, som han vidste, Nero ønskede sig.

## Fire ægteskaber
Nero havde fået sin første kone, den afholdte Octavia, henrettet, så han kunne gifte sig med Poppæa. Hende sparkede han i maven i 65, da hun var gravid for anden gang. Hun døde af skaderne. I januar 63 var hans eneste barn blevet født, datteren Claudia, som døde efter kun tre måneder. Efter at også Poppæa var død, trøstede han sig med en slavedreng, Sporus, der lignede hende så meget, at Nero også giftede sig med drengen, der fungerede som kejserinde. Sporus var dybt ulykkelig over det hele. Efter Neros død overgik han til Nymphidius Sabinus i kejsergarden, der også tog drengen til kone som første skridt i en plan om selv at blive kejser. Han blev i stedet dræbt af sine egne vagter, og Sporus overgik så til Poppæas første mand, Otho, der også tog ham som kone. Det varede dog ikke længe, da Otho tog sit liv efter tre måneder på kejsertronen. Sporus' liv endte ligeså tragisk, som det var begyndt. Kejser Vitellius, som overtog efter Otho, ville ikke have nogen mandlig kejserinde. I stedet gav han Sporus rollen som Proserpina i en gladiatoropvisning, der skulle fremstille bortførelsen og voldtægten af hende. For at slippe for offentlig ydmygelse tog drengen sit liv. Et rygte forklarede hans slående lighed med den afdøde kejserinde med, at hendes far skulle have haft en affære med Sporus' mor; men det lader sig ikke bekræfte.
Nero indgik sit fjerde ægteskab i 66. Statilia Messalina var køn og intelligent, og indgik selv sit fjerde ægteskab med konsul Vestinus Atticus efter at have startet affæren med Nero. Vestinus accepterede forholdet, men efter en tid ville Nero have ham af vejen. Vestinus fik åbnet pulsårerne og forblødte i sit hjem. En tid efter Poppæas død giftede Nero sig med Statilia. Efter Neros død håbede Otho at gifte sig med hende. Hans to sidste breve til hende er en anmodning om at få ham begravet.
L’incoronazione di Poppea (Poppæas kroning) af Claudio Monteverdi i 1642 regnes som den første opera med udgangspunkt i historiske personer i stedet for mytologiske temaer.

## Neros fald
Roms brand i 64 fik rygterne om Neros skyld til at løbe, ikke mindst da hans stormandsgalskab nåede det helt ekstreme. Han identificerede sig med Herkules, Apollon og Helios. Måneden april blev omdøbt til neroneus, og Rom blev omtalt som "Neropolis" - Neros by. I 66 så man et højdepunkt, da Tiridates af Armenia ankom Rom og blev belønnet med to millioner sestertser for at lade sig krone til armensk konge af Nero, samt at tilbede Nero som Mithras.
Nero afgjorde nu, at grækerne egentlig var de eneste, der fortjente at bedømme hans kunst. I 66 rejste han derfor til Grækenland, hvor han tilbragte næsten et år og kom tilbage med ikke mindre 1.808 førstepræmier. Godt nok var han ved et hestevæddeløb i Olympia faldet ud af vognen; men grækerne hev ham op i den igen, og kårede ham til løbets vinder. Til gengæld fritog han Grækenland for beskatning. (Det romerske senat fik tildelt Sardinien som kompensation for indtægtstabet.) Nero viste aldrig nogen egentlig interesse for andre provinser, heller ikke da katastroferne nu tårnede sig op i England, Armenia og Judæa. I England have kong Prasutagus indsat Nero som arving til sit rige på linje med sine to døtre; men efter kongens død vanærede de romerske tropper enkedronningen Boudicca og de to piger, og inden længe havde hun raseret og nedbrændt Colchester og London. Først i 67 kunne Nero trække 14. legion ud af England. Den blev sendt til Balkan for at sættes ind mod partherne i et felttog, Nero havde planlagt, men aldrig førte ud i livet.
General Gnæus Domitius Corbulo, der havde kæmpet mod friserne, fik kommando over to legioner og hjælpetropper for at tage sig av problemet med partherne. Han erobrede Armenias hovedstad Artaxata, og vinteren 59 marcherede hæren sydpå, da Tiridates var flygtet. Corbulos sejr ved Tigranocerta gav Nero anledning til at antage titlen imperator, mens Corbulo trak sig tilbage som guvernør over Syrien. Et oldebarn af Herodes den Store, Tigranes, blev sat til at styre over armenerne, hvad de var meget imod. Snart skabte Tigranes problemer ved at provokere partherne, og Nero sendte general Lucius Caesennius Paetus til Armenia, hvor han slog vinterlejr op. Straks partherne nærmede sig, sendte han bud til Corbulo efter hjælp, men overgav sig, inden Corbulo nåede frem. Hans kombination af fejhed og uduelighed var en skamplet for den romerske hær, men Corbulo opnåede, at partherne ville trække sig ud af Armenia, hvis han selv trak sig tilbage til den anden side af Eufrat. Corbulo fik så fremforhandlet, at partheren Tiridates fik kongemagt over Armenia, men skulle krones af Nero i Rom; og en tid var Artaxata omdøbt til Neroneia. Aftalen resulterede i 50 års fred mellem romere og parthere. Paetus blev ikke straffet for sin uduelighed, mens Corbulo blev tvunget til at begå selvmord.
I 67 rejste der sig også en opstand i Gallien under Vindex, som blev slået ned, men den bredte sig året efter til Spanien under ledelse af statholderen Galba, den senere kejser, og fik tilslutning i Italien. Overfor dette oprør optrådte Nero nølende og svagt; han manglede efterhånden helt støtte fra soldaterne, som han aldrig havde besøgt i lejrene eller ved fronten. Sommeren 68 blev Tigellinus tvunget til at gå af af den anden prætorianerchef, Nymphidius Sabinus (vistnok søn af Caligula og en frigiven), der lovede garden en formue for at støtte senatet i at udnævne Galba til kejser. Imidlertid havde Nymphidius selv tænkt sig kejsertronen, men blev i stedet dræbt af prætorianergarden, da Galba ikke ville betale den belønning, Nymphidius havde forespejlet dem. Nero flygtede til en villa udenfor Rom, tilhørende en frigiven, Phaon. Her fik Nero at vide, at senatet havde erklæret ham som folkefjende. Hans frigivne Epaphroditus havde fulgt ham på flugten, og hjalp ham til at begå selvmord ved at støde til med sværdet. Kejser Domitian forviste Epaphroditus for ikke at have forhindret Neros selvmord; senere fik han ham henrettet for det. Filosoffen Epiktet skal have været Epaphroditus' frigivne.
Med Nero uddøde Cæsars slægt. Hans død fulgtes af ét års tronstrid ("firekejseråret") som bragte det flaviske dynasti til magten.

## Eftermæle
Nero var alment hadet i Vesten; men i de østlige provinser var han populær, bortset fra blandt jøder og kristne. Faktisk dukkede der en falsk Nero op i 69 og en til i 79; begge vandt straks tilslutning. Men for eftertiden har Nero stået som én af "historiens værste tyranner", og han har været indbegrebet af den grusomme, perverse og kristendomshadende romerske kejser. En del af det dårlige eftermæle skyldes utvivlsomt romerske historikere som Tacitus og Suetonius, der begge var stærkt kritiske over for kejserdømmet, samt at han var den første kejser, der for alvor vendte sig mod de kristne. Både hvad angår kristenforfølgelser og grusomheder i almindelighed, overgås han klart af flere andre romerske kejsere. På den anden side er der næppe tvivl om, at hans styre har været præget af både terror og ineffektivitet. Han fremstår undertiden som en forfængelig og uselvstændig hersker, der lod sig dominere af stærkere personligheder, især Tigellinus; men greb til hensynsløs vold og henrettelser, når han følte sig truet. Hans overgreb på nære familiemedlemmer har uden tvivl vakt forargelse i samtiden, hvorimod pjalteproletariatet synes at have set positivt på ham, formentlig på grund af hans mange gladiatorlege. Enkelte historikere, bl.a. englænderen Bernard Henderson og danskeren Peter Ørsted, har søgt at give ham delvis oprejsning ved at pege på personlige initiativer og reformplaner på skatteområdet, men som helhed står det negative billede stadig fast, skønt formentlig overdrevet.
På 200-tallet identificerede digteren Commodian Nero som tyrannen, der skulle indvarsle Antikrists komme. Denne Nero redivivus – genopstandne Nero – skulle herske i tre et halvt år, før han skulle besejres af en konge fra Østen, den endelige Antikrist, som skulle styrte Nero, forårsage Romerrigets fald, og få herredømme over hele verden. Der gik rygter om, at Neros selvmord var fingeret, og at han i virkeligheden levede i eksil for at komme tilbage og generobre magten. Falske Nero'er dukkede op. I 88 blev Romerriget nødt til at true med krig for at få udleveret en falsk Nero, der var dukket op i Partherriget.
I middelalderen opstod legenden om at hans genfærd hjemsøgte det valnødde-træ, der voksede, hvor hans aske var gravet ned, på skråningen af Monte Pincio oven for den nuværende Piazza del Popolo. Ravnene, som holdt til i træet om nætterne, blev tolket som dæmoner, der pinte ham for hans forbrydelser. Da pave Paschalis 2. byggede den første kirke i området i 1099, blev træet hugget ned, og dermed forsvandt spøgeriet også.
Ud fra en formodning om, at Nero stod bagved branden i Rom, kaldtes Hitlers ordre af 19.marts 1945 om Tysklands totale ødelæggelse for Nero-befalingen. 